# Pityrodia exserta
Pityrodia exserta là một loài thực vật có hoa trong họ Hoa môi. Loài này được (Benth.) Munir miêu tả khoa học đầu tiên năm 1979.